# Erik Ljungberg (aktivist)

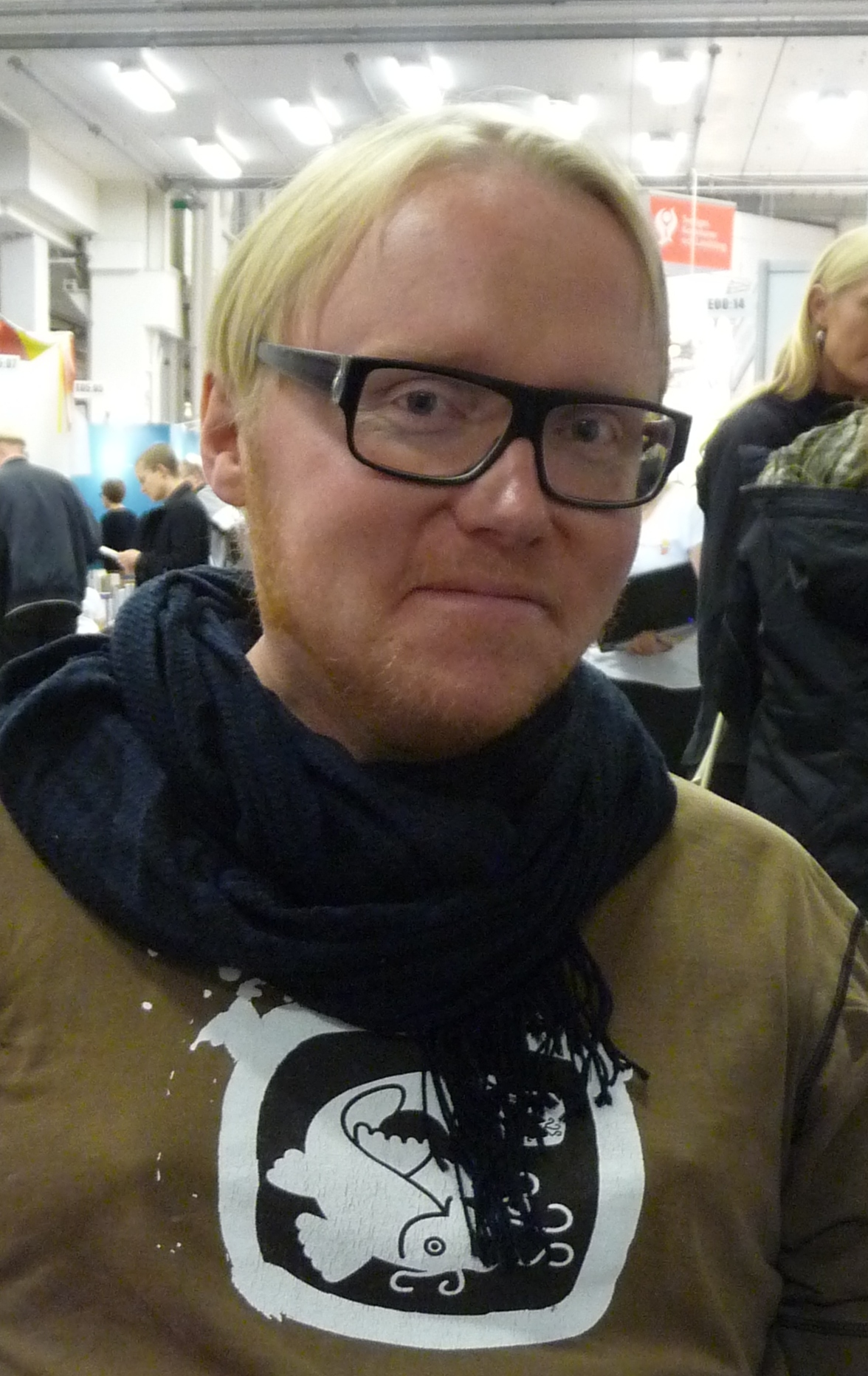
Erik Ljungberg på Svenska Mässan, Göteborg, 2008.

Erik Olov Ljungberg, född 14 april 1973 i Kungälv, död 16 mars 2012 i Göteborg, var en svensk aktivist, redaktör för FullDelaktighet.Nu, gallerist och egenföretagare. 
Han uppmärksammades bland annat för sitt engagemang för tillgänglig kollektivtrafik genom sin hemsida Västtragik. Sedan 13 års ålder var han rullstolsburen på grund av en muskelsjukdom. 2005 blev han tilldelad priset Stilpriset, Hjärter Ess med motiveringen "Erik Ljungbergs civilkurage gav honom Stilpriset, Hjärter Ess 2005. Han protesterar mot och synliggör diskriminering på ett roligt och intelligent sätt. För en organisation som Stil med handikappolitiska rötter är det viktigt att vassheten finns kvar, att man vågar sticka ut hakan. Det gör Erik Ljungberg och därför blev han den självklare vinnaren av Stilpriset, Hjärter Ess 2005."
2010 startade Ljungberg bloggen FullDelaktighet.nu som syftar till att föra upp frågorna kring funktionsnedsättning på den politiska agendan inför valet samma år. Erik valdes till den person som gjort mest för den personliga assistans-reformen det året och tilldelades därför IfA-Stipendiet hösten 2010 med motiveringen "för hans initiativ till och senare arbete med gruppbloggen FullDelaktighet.Nu. Med den skapade han möjligheten till ett starkt politiskt påverkansarbete i sociala medier under valet 2010 inte minst med fokus på personlig assistans".
I samband med mässan Leva & Fungera i Göteborg i april 2011 blev Ljungberg den första vinnaren av "Alla ska fram"-priset. Priset delades ut av organisationen GIL till den som gjort mest för tillgänglighetsarbetet under föregående år. Som programmerare utvecklade han en rad verktyg, bland annat Aiai, som är ett administrativt verktyg på internet för personlig assistans. 
Erik Ljungberg avled 2012.